# Al Matthews
Alexander Basil Matthews (n. 21 noiembrie 1942, New York City, New York, SUA – d. 22 septembrie 2018, Oriola, Comunitatea Valenciană, Spania) a fost un actor și cântăreț american. Acesta este cunoscut pentru rolul sergentului Apone în filmul Aliens - Misiune de pedeapsă (1986). Și-a reluat rolul 27 de ani mai târziu, fiind vocea personajului Apone în jocul video Aliens: Colonial Marines⁠(d) (2013). Interpretarea lui Matthews din Aliens a influențat personajul Avery Johnson⁠(d) din franciza Halo⁠(d).

## Cariera militară
Matthews a fost membru al United States Marine Corps și a absolvit la Parris Island pe 25 mai 1966. A activat pe parcursul războiului din Vietnam.

### În film și muzică
Matthews a interpretat diverse roluri de film: Ferguson în Rough Cut⁠(d) (1980), un muncitor în Omen III: The Final Conflict⁠(d) (1981), un veteran din Vietnam în The Sender⁠(d) (1982), un pompier în Superman III (1983), Benedict în The American Way⁠(d) (1986), SFC Apone în Aliens - Misiune de pedeapsă (1986), General Tudor în Al cincilea element (1997) și un sergent în 007 și imperiul zilei de mâine (1997). De asemenea, a apărut în serialul Grange Hill⁠(d), în piese de teatru și la radio; pentru cel din urmă, a fost atât actor (BBC Radio 4⁠(d)), cât și prezentator (BBC Radio 1⁠(d) și Capital Radio⁠(d)). În 1975, a înregistrat un hit intitulat „Fool”, care a ajuns pe locul 16 în topul UK Singles Chart.

## Viața personală
Pe 22 septembrie 2018, Matthews a fost găsit mort de către un vecin în casa sa din Orihuela, Spania. A fost declarat mort la vârsta de 75 de ani. Surse locale susțin că suferea de probleme grave de sănătate de mulți ani.

## Filmografie
| Filme | Filme                        | Filme                  | Filme                      |
| An    | Titlu                        | Rol                    | Note                       |
| ----- | ---------------------------- | ---------------------- | -------------------------- |
| 1977  | The Butterfly Ball           | Himself                |                            |
| 1979  | Yanks                        | Black G.I. at Dance    |                            |
| 1980  | Rough Cut                    | Ferguson               |                            |
| 1981  | Omen III: The Final Conflict | Workman                |                            |
| 1981  | Ragtime                      | Maitre D'              |                            |
| 1982  | The Sender                   | Viet Nam Veteran       |                            |
| 1983  | Superman III                 | Fire Chief             |                            |
| 1983  | Funny Money                  | 1st Hood               |                            |
| 1986  | Defense of the Realm         | First U.S. Controller  |                            |
| 1986  | The American Way             | Benedict               |                            |
| 1986  | Aliens                       | Gunnery Sergeant Apone |                            |
| 1987  | Out of Order                 | U.S. DJ                |                            |
| 1988  | Stormy Monday                | Radio DJ               |                            |
| 1988  | American Roulette            | Morrisey               |                            |
| 1997  | The Fifth Element            | General Tudor          |                            |
| 1997  | Tomorrow Never Dies          | Master Sergeant 3      |                            |
| 1994  | Desmond's                    | Reverend Marvin Jones  |                            |
| 2018  | The Price of Death           | Williamson             | Lansat postum; Ultimul rol |